# Serco

Logo

Serco Group PLC is een internationaal opererend servicebedrijf. Het is de exploitant van de Docklands Light Railway, de Manchester Metrolink, de metro van Kopenhagen en van de bussen in Adelaide. Tot 2015 was het ook eigenaar en exploitant van de Great Southern Railway in Australië.
Onder de naam Serco-NedRailways is Serco op gelijkwaardige basis een samenwerking aangegaan met NedRailways BV, een dochteronderneming van de Nederlandse Spoorwegen, voor de uitvoering van de Merseyrail- en Northern Rail-concessies.